# Talauen von Nidder und Hillersbach bei Gedern und Burkhards
Talauen von Nidder und Hillersbach bei Gedern und Burkhards este o arie protejată (arie specială de conservare — SAC, sit de importanță comunitară — SCI) din Germania întinsă pe o suprafață de 253,9 ha, integral pe uscat.

## Localizare
Centrul sitului Talauen von Nidder und Hillersbach bei Gedern und Burkhards este situat la coordonatele 50°25′20″N 9°09′48″E / 50.4222°N 9.1633°E.

## Înființare
Situl Talauen von Nidder und Hillersbach bei Gedern und Burkhards a fost declarat sit de importanță comunitară în iulie 2001 pentru a proteja 9 specii de animale. Situl a fost protejat și ca arie specială de conservare în martie 2008.

## Biodiversitate
Situată în ecoregiunea continentală, aria protejată conține 5 habitate naturale: Ape stătătoare oligotrofe până la mezotrofe, cu vegetație de Littorelletea uniflorae și/sau de Isoëto-Nanojuncetea, Formațiuni ierboase bogate în specii de Nardus, dezvoltate pe substraturi silicioase în zone montane (și în zone submontane, în Europa continentală), Fânețe de joasă altitudine (Alopecurus pratensis, Sanguisorba officinalis), Păduri de fag Asperulo-Fagetum, Păduri aluvionare cu Alnus glutinosa și Fraxinus excelsior (Alno-Padion, Alnion incanae, Salicion albae).
La baza desemnării sitului se află mai multe specii protejate:
- păsări (7): ciocănitoare neagră (Dryocopus martius), Falco peregrinus peregrinus, sfrâncioc roșiatic (Lanius collurio), gaia neagră (Milvus migrans), gaia roșie (Milvus milvus), viespar (Pernis apivorus), ciocănitoare verzuie (Picus canus)
- nevertebrate (2): phengaris nausithous (Maculinea nausithous), Maculinea teleius

Pe lângă speciile protejate, pe teritoriul sitului au mai fost identificate 3 specii de mamifere.